# Club Deportivo Izarra
El Club Deportivo Izarra és un club de futbol navarrés de la ciutat d'Estella-Lizarra. Juga en la Segona divisió B des de la temporada 2016/2017. Disputa els seus partits com local a Merkatondoa, un camp amb capacitat per a 3.500 persones i herba artificial.

## Història
El CD Izarra va ser creat l'any 1924, i el seu primer ascens a la Tercera Divisió espanyola de futbol es produïx el 1944, jugant la major part de la dècada de 1950 i 1960 en aquesta categoria. L'equip va tornar a aquesta divisió en la 1983-84, i després d'acabar primer de grup en 1989-90 aconsegueix ascendir a la Segona Divisió B.
Després de romandre solament una temporada en la divisió de bronze, ascendeix a l'any següent després d'acabar segon en el grup navarrès-riojà. Des de 1992 fins a 1998 la ciutat de Lizarra va comptar amb el seu equip en 2aB, i les seues majors fites va ser arribar a una sisena posició en les temporades 1992-93 i 1996-97. L'última vegada que l'equip va estar en la tercera categoria va ser en 1999-2000, a l'acabar en última posició.
Izarra va estar en Tercera des de llavors, amb temporades irregulars que li van dur a collir fins i tot un descens a Regional en 2004-05, on solament va jugar un any. Al recobrar la categoria, l'equip va millorar els seus resultats esportius. Izarra va acabar en dues temporades consecutives com campió del Grup XV, i va collir el seu ascens a Segona Divisió B en la temporada 2008-09, al vèncer en la promoció d'ascens d'aquest any a la SD Noja en la fase final.

## Uniforme
- Uniforme titular: Samarreta blava i blanca a ratlles verticals, pantalons blaus i mitges blaves.
- Uniforme alternatiu: Samarreta, pantalons i mitges vermelles.

## Jugadors
Categoria principal: Futbolistes del CD Izarra